# چوروه
چوروه (به لهستانی:  Czuryły) یک روستا در لهستان است که در گمینا زبوچن واقع شده‌است.